# Aprionus berestae
Aprionus berestae är en tvåvingeart som beskrevs av Fedotova 2004. Aprionus berestae ingår i släktet Aprionus och familjen gallmyggor. Inga underarter finns listade i Catalogue of Life.